# Dornoch Firth

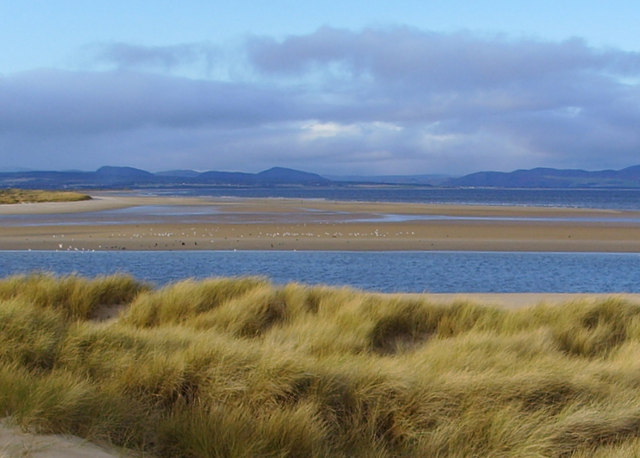
Zicht op Dornoch Firth

Dornoch Firth (Schots-Gaelisch: Caolas Dhòrnaich) is een firth van de Noordzee gelegen aan de oostkust van Schotland en maakt deel uit van de nog grotere firth Moray Firth. De firth vormt een deel van de grens tussen de twee Lieutenancy areas Ross and Cromarty en Sutherland.
Sinds 1991 is er een brug over de firth om zo een kortere te creëren voor de A9 die Inverness en Thurso verbindt. Voordien moest men rond de hele firth rijden tot Bonar Bridge. Aan de oostelijke rand van het firth, in de plaats Tain, ligt de whisky-distilleerderij Glenmorangie.